# Картільяно
Картільяно (італ. Cartigliano, вен. Cartijan) — муніципалітет в Італії, у регіоні Венето, провінція Віченца.
Картільяно розташоване на відстані близько 430 км на північ від Рима, 60 км на північний захід від Венеції, 22 км на північний схід від Віченци.
Населення — 3809 осіб (2014).
Щорічний фестиваль відбувається 5 серпня. Покровитель — Oswald di Northumbria.

## Демографія
Населення за роками:

Станом на 1 січня 2023 року в муніципалітеті офіційно проживало 218 іноземців з 31 країни, серед них 66 громадян країн Євросоюзу та 5 громадян України.

## Сусідні муніципалітети
- Бассано-дель-Ґраппа
- Нове
- Поццолеоне
- Роза
- Тецце-суль-Брента